# André Bo
André Bo (* 16.Dezember 1984 in Spiez; bürglerich André Bodmer) ist ein schweizer Musiker.